# Dolichopus californicus
Dolichopus californicus är en tvåvingeart som beskrevs av Van Duzee 1921. Dolichopus californicus ingår i släktet Dolichopus och familjen styltflugor.
Artens utbredningsområde är Washington. Inga underarter finns listade i Catalogue of Life.